# Liste der FFH-Gebiete im Landkreis Fürstenfeldbruck
Die Liste der FFH-Gebiete im Landkreis Fürstenfeldbruck zeigt die FFH-Gebiete des oberbayerischen Landkreises Fürstenfeldbruck in Bayern. Teilweise überschneiden sie sich mit bestehenden Natur-, Landschaftsschutz- und EU-Vogelschutzgebieten.
Im Landkreis befinden sich fünf und zum Teil mit anderen Landkreisen überlappende FFH-Gebiete.
| Ampermoos                                                        |  | 7832-371 WDPA: 555522041 | Landkreis Fürstenfeldbruck, Landkreis Landsberg am Lech, Landkreis Starnberg |  | ⊙ | 528,67   |  |
| Ampertal                                                         |  | 7635-301 WDPA: 555521989 | Landkreis Dachau, Landkreis Fürstenfeldbruck, Landkreis Freising             |  | ⊙ | 2.171,00 |  |
| Flughafen Fürstenfeldbruck                                       |  | 7733-371 WDPA: 555522015 | Landkreis Fürstenfeldbruck                                                   |  | ⊙ | 226,35   |  |
| Moore und Buchenwälder zwischen Etterschlag und Fürstenfeldbruck |  | 7833-371 WDPA: 555522042 | Landkreis Fürstenfeldbruck, Landkreis Starnberg                              |  | ⊙ | 775,61   |  |
| Naturschutzgebiet 'Haspelmoor'                                   |  | 7732-301 WDPA: 555522014 | Landkreis Fürstenfeldbruck                                                   |  | ⊙ | 157,00   |  |
| Legende für Fauna-Flora-Habitat                                  |  |                          |                                                                              |  |   |          |  |